# أزمة اللاجئين

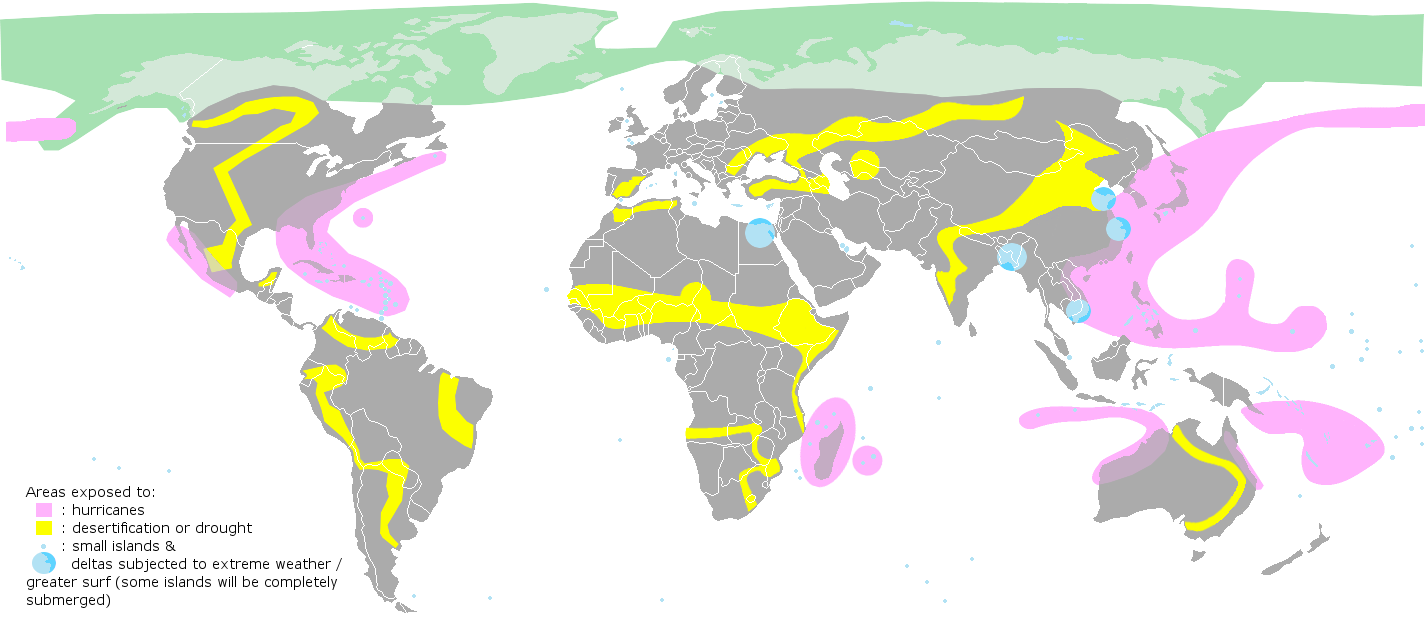

## أزمة اللاجئين
تشير أزمة اللاجئين إلى هجرة مجموعة كبيرة من النازحين سواءً كانوا نازحين خارجيين أم داخليين وسواءً كانوا لاجئين أم مهاجرين. ووفقأ للمفوضية السامية للأمم المتحدة لشؤون اللاجئين بأنه في عام 2017 رحل حوالي 65 مليون شخص قسراً في جميع انحاء العالم بسبب الاضطهاد والصراع والعنف أو انتهاك حقوق الإنسان.

## الأسباب
تعود ازمة اللاجئين لأسباب عدة من بينها الحرب الاهلية وانتهاك حقوق الإنسان والظروف البيئية وتغير المناخ.

## الحرب الاهلية
أفادت مفوضية الامم المتحدة لشؤون اللاجئين في عام 2015 بأن الحروب والاضطهادات تقع من ضمن الاسباب الرئيسية التي تقف وراء أزمة اللاجئين في أنحاء العالم. وقبل عقد من الزمن كان يتم ترحيل 6 أشخاص قسرا من منازلهم كل 60 ثانية ولكن هذا المعدل زاد 4 مرات ويعود ذلك للحروب التي تقود 24 شخص لمغادرة منازلهم كل دقيقة في عام 2015. 

## انتهاكات حقوق الإنسان

### انتهاكات حقوق اللاجئين في بلادهم
أُجبر الالاف على مغادرة منازلهم بحثاً عن النجاة في الدول الأخرى وهربا من بلدانهم التي أصبحت مدمرة نتيجة لطمع السياسيين وفسادهم. وتشكل هذا الفساد بالاستيلاء على الثروات والممتلكات كالأراضي حتى لو كلفهم ذلك تهميش وقتل الأبرياء، وبشكل اخر فإن حصول الشخص على وظيفة تليق بالمؤهل الذي يحمله تعد ضرباً من الخيال بسبب استيلاء وانتزاع اقارب هؤلاء الفاسدين لتلك الوظائف وهم غير مؤهلين لها. بالإضافة إلى أن جميع موارد الدولة في أيدي تلك الاقلية التي أساءت استعمالها بينما يعاني الكثير لعدم وجود ما يكفيهم، كما هو الحال في الدول الأفريقية مثل اوغندا ونيجيريا وزيمبابوي وجنوب السودان والسودان وارتيريا والكثير من الدول التي تتربع على عرش قائمة أكثر الدول فسادا في العالم، هذا الوضع من التهميش والتمييز وعدم المساواة قاد الكثير لإنقاذ حياتهم عن طريق الهرب على المراكب بحثأ عن أي مكان قد يشكل فارقاً في حياتهم، كأوروبا وكندا وأمريكا الشمالية واستراليا.

### انتهاكات حقوق اللاجئين في البلد المُضيفة لهم
في 24 أبريل 2022، كشف المرصد الأورومتوسطي لحقوق الإنسان في تقريرًا نشره عن تدهور الأوضاع الإنسانية للاجئين وطالبي اللجوء العالقين في تونس من جنسيات مختلفة من الصومال والسودان ومالي وتشاد. علاوة على ذلك، كشف التقرير عن إجراءات المفوضية السامية لشؤون اللاجئين والمجلس التونسي للاجئين بطرد اللاجئين من بيوتهم وقطع المعونات عنهم دون أي توفير لمقومات الحياة الأساسية لهم، أو احترام حقوقهم.

## البيئة وتغير المناخ
على الرغم من ان هذا المعنى يتعارض مع التعريف المنصوص عليه للاجئين في اتفاقية الامم المتحدة، ينزح الكثير من الناس بسبب تغير المناخ ويطلق عليهم عادة بـ «لاجئو المناخ» أو «لاجئو تغير المناخ» ويمكن تصنيف ما يقارب 25 مليون شخص على هذا النحو. وتثير تكهنات الامم المتحدة وجماعة أنصار البيئة القلق حول أن هروب 200 مليون و1 بليون شخص إلى الحدود الدولية هرباً من اثار تغير المناخ في السنوات ال 40 القادمة سيكون حقيقة. 
تم دراسة هذه الحالة في دول مثل بوليفيا والسنغال وتنزانيا باعتبارها من أكثر الدول المعرضة لتغير المناخ، تبين أن الاشخاص المتأثرين بالتدهور البيئي نادرأ ما يهربون عبر الحدود، وبدلاً من ذلك فهم يتكيفون مع الظروف الجديدة من خلال الانتقال لمسافات بعيدة ولفترات قصيرة غالبا تكون إلى المدن. ويواجه الملايين من الناس الذين يعيشون في مناطق سريعة التأثر بالتغيرات المناخية ظروفا قاسية كالجفاف أو الفيضانات مما يهدد حياتهم وسبل عيشهم، وأحد تلك المؤثرات هو اعصار كاترينا في عام 2005 بحيث استعمل مصطلح «لاجئ» في تلك الفترة لوصف الاشخاص الذين نزحوا بالداخل بسبب العاصفة بالمقابل كان هناك احتجاج واعتراض على استعمال هذا المصطلح واطلاقه على النازحين الامريكيين وقد تم استبداله ب «مجلى عن منطقة الخطر»، إضافة إلى أن المفوضية السامية تعارض اطلاق مصطلح «لاجئ» للإشارة إلى المهاجرين البيئيين حيث ان لهذا المصطلح تعريف قانوني واضح.

## المصاعب الاقتصادية
هناك اختلاف بين النازح قسراً عن المهاجر الاقتصادي، ففي عام 2008 اقترح مكتب الامم المتحدة لتنسيق الشؤون الإنسانية مصطلح أفضل للهاربين بغرض بقائهم على قيد الحياة وهو «المهاجرون الانسانيون القسريون». فهؤلاء المهاجرون هم الذين لا يصلهم الدعم المقدم من قبل المنظمات الحكومية وغير الحكومية المختصة بشؤون اللاجئين. وتتطلب الهجرة الاقتصادية مستوى دخل معين باعتبار الهجرة عملية اختيارية حيث أن الاشخاص الاشد فقراً والأكثر تأثراً يجدون فكرة الانتقال مستحيلة بسبب قلة الموارد الضرورية واللازمة أو قلة الدعم الاجتماعي. 
على سبيل المثال في عام 2008-2009 كانت هناك حركة هجرة كبيرة في زيمبابوي إلى المناطق المجاورة لها ولا يندرج معظم المهاجرين فيها تحت إحدى الفئتين حيث أن لديهم احتياجات عامة لا تقع ضمن المهام المنوطة بالمفوضية، وحرصا على اهمية الموقف الإنساني المشترك بشأن تدفق الزيمبابويين إلى المنطقة، قام المكتب الإقليمي للجنوب الأفريقي التابع لمكتب الامم المتحدة لتنسيق الشؤون الإنسانية بإطلاق مصطلح «المهاجرون ذوو الاهتمام الإنساني» وذلك في عام 2008.
معظم هؤلاء العابرين للحدود لم يتقدموا بطلب الحصول على اللجوء وبالكاد يمكن اعتبارهم مهاجرين اقتصاديين «طوعيين» ومعظمهم غير محميين قانونياً ولا يتلقون أي مساعدات إنسانية، يتاح اللجوء للزيمبابويين في بتسوانا وزامبيا ومالاوي أما بالنسبة لموزمبيق فتم رفض القليل من طلبات طالبي اللجوء بسبب قرار الدولة باعتبار الزيمبابويين مهاجرين اقتصاديين وليسوا مهاجرين لأسباب إنسانية، باستثناء جنوب افريقيا، فإن الحماية والوصول إلى الخدمات في معظم دول المنطقة مشروط بالحصول على وضع لاجئ ويشترط بقائهم في مخيمات معزولة ما يؤدي إلى عدم القدرة على العمل أو السفر وبالتالي إرسال الاموال إلى الاقارب المتواجدين في زيمبابوي، كانت جنوب افريقيا تدرس ادخال تصريح خاص للزيمبابويين لكن هذه السياسة لازالت قيد المراجعة. 

## ردود الفعل السياسية
منذ إنشاء المفوضية السامية للأمم المتحدة لشؤون اللاجئين، قامت منظمات غير حكومية بتحديد حالات النزوح السكاني في الدول التي اخفقت في توفير أو حماية الوسائل الاقتصادية والحقوق الاجتماعية لمواطنيها، ففي عام 1963 أقر الأمير صدر الدين اغا خان وهو نائب المفوضية السامي آنذاك بعد زيارته لأفريقيا بأن بعض اللاجئين «هم عبارة عن منتج ثانوي» وعلى الاغلب هم لا يملكون فرصة للعودة لبلدانهم«. وتشارك شبكة الاغا خان للتنمية بقيادة اغا خان الرابع في تعزيز التعاون مع المفوضية السامية للأمم المتحدة لشؤون اللاجئين للمساعدة في توسيع دائرة الطريقة التي يستجيب فيها المجتمع الدولي للازمات اليوم»

## طرق الهجرة والفرار
أصبح مصطلح «لاجئ القوارب» شائع الاستخدام في عام 1970 بعد حركة النزوح الجماعي للفيتناميين بعد حرب فيتنام، حيث انها كانت وسيلة مستخدمة بشكل كبير للهجرة من كوبا وهايتي وموركو وفيتنام أو البانيا، وكثيراً ما يخاطر المهاجرين بحياتهم في قوارب مزدحمة هربا من الاضطهاد والفقر، قادت أحداث حرب فيتنام الكثير من الناس في كمبوديا ولوس وخصوصا فيتنام لان يصبحوا لاجئين في اواخر السبعينيات والثمانينيات. وفي عام 2001غرق ما يقارب 353 شخص من طالبي اللجوء ممن أبحروا من اندونيسيا متوجهين إلى أستراليا بعد غرق سفينتهم، يتمثل الخطر الحقيقي في القوارب من أنها ليست سوى اداة تطفو على سطح البحر لحمل الركاب، وعلى الرغم من أن هذه الحرفية قد تؤدي إلى مأساة حقيقية، ففي عام 2003 حاولت مجموعة صغيرة مكونة من 5 كوبيين (غير ناجحة لكن بدون ضرر) الوصول إلى فلوريدا في شاحنة صغيرة في خمسينيات القرن العشرين تم تدعيمها ببراميل نفط مربوطة على جوانبها. 
أصبح لاجئو القوارب محل جدل في الدول التي تتم الهجرة إليها كالولايات المتحدة ونيوزيلاندا وألمانيا وفرنسا وروسيا وكندا وإيطاليا واليابان وكوريا الجنوبية واسبانيا واستراليا. وغالبا ما يمنعوا بالقوة من الإبحار إلى وجهتهم كما هو الحال في إطار الحل السلمي الذي كان معمول به من عام 2001 حتى 2008) أو قد يتعرضون للاحتجاز بعد وصولهم. 

## طرق اللجوء الثلاث عبر البحر المتوسط
طرق شرقية ووسطى وغربية، منذ عام 2005 استخدم أكثر من 700,000 لاجئ ومهاجر هذه الطرق، على سبيل المثال: طريق شرق البلقان وطريق غرب البلقان من اليونان عبر البلقان لدخول دول وسط أوروبا، ومنذ عام 2016 تم اغلاق الطريق الشرقي تقريبا على عكس الطريق الغربي الذي لا يزال متاح حتى الآن. 

## الاشخاص الذين تعنى بهم المفوضية
في عام 2017 وحسب المفوض السامي للأمم المتحدة نزح حوالي 65 مليون نسمة قسرا في كل انحاء العالم بسبب الاضطهاد والصراع والعنف وانتهاكات حقوق الإنسان، منهم 5.4 مليون لاجئ فلسطيني يقبعون تحت مظلة ودعم منظمة الاونروا، ومنذ عام 2007 شملت تقديرات اللاجئين الأشخاص الذين في اوضاع شبيهه باللاجئين بعد ان كانت مقتصرة على المعنى الضيق للاجئين وفقا لتعريف الأمم المتحدة عام 1951. لذا فإن الارقام قبل عام 2007 غير قابلة للمقارنة تماماً، شملت الارقام أيضا على اللاجئين الداخليين وهم الذين لجئوا داخل بلدانهم أو الاشخاص الذي في أوضاع شبيهه باللاجئين الداخليين، وشملت أيضا على جماعات داخل بلدانهم يواجهون مخاطر حماية شبيهه بمخاطر النازحين الداخليين ولكن لأسباب عملية وغيرها لا يمكن الإبلاغ عنها. 

## أفريقيا
عانى الكثير في أفريقيا منذ عام 1950 من الحرب الاهلية والصراع العرقي الذي نتج عنه جيل كبير من اللاجئين من مختلف الجنسيات والاعراق، زاد عدد اللاجئين في افريقيا من 860,000 في عام 1968 إلى 6,775,000 بنهاية عام 1992. وبنهاية عام 2004 نقص العدد إلى 2,748,400 لاجئ وفقا للمفوضية السامية للأمم المتحدة لشؤون اللاجئين.
(لا تشمل هذه الارقام نازحي الداخل الذين لم يعبروا الحدود الدولية) ولا ينطبق عليهم التعريف الرسمي للاجئين). يعبر العديد من اللاجئين في افريقيا الحدود للدول المجاورة بحثا عن ملاذ لهم وغالبا ما تكون البلاد الأفريقية هي بلد المنشأ للاجئين وبلد اللجوء للاجئين اخرين في الوقت نفسه. وعلى سبيل المثال، فجمهورية الكونغو الديموقراطية كانت بلد المنشأ لحوال 462,203 لاجئ بنهاية عام 2004 ولكنها تعتبر أيضا بلد الملجأ لـ 199,323 للاجئين اخرين، كان أكبر عدد لاجئين في عام 2004 من السودان والذين فروا من الحرب الاهلية السودانية طويلة الأمد والتي انتهت مؤخراً أو من الحرب في دارفور والتي تقع بشكل رئيسي في تشاد واوغندا واثيوبيا وكينيا.

## الجزائر
نشرت منظمة الهجرة الدولية بأن عدد اللاجئين المهاجرين إلى الجزائر زاد منذ عام 2014 ومعظمهم من النيجر، ووفقا لـ استوشييد بريس (وكالة اخبار أمريكية) رحل وطرد أكثر من 14,000 لاجئ من الجزائر بين شهر أغسطس 2017 وشهر يونيو 2018 وأجبروا على المشي عبر الصحراء إلى القرى الصغيرة في النيجر، وذكرت (استوشييد بريس) في تقريرها بأن هناك حوالي 30,000 لاجئ ماتوا في صحراء الجزائر والنيجر والدول المجاورة منذ عام 2014.

## انجولا
أسفر انتهاء الاستعمار خلال الستينات والسبعينات عن هجرة جماعية للمستوطنين الاوروبيين المنحدرين من اصول أفريقية، جنوب افريقيا بالتحديد. (106 مليون أوروبي من جماعة الاقدام السوداء-هم الذين سكنوا أو ولدوا في الجزائر خلال الاحتلال الفرنسي لها-) والكونغو وموزمبيق وانجولا. وبمنتصف عام 1970 احتلت الأراضي الأفريقية في البرتغال ما نتج عنه مغادرة ما يقارب الواحد مليون برتغالي أو منحدر من اصول برتغالية اراضيهم (بالتحديد برتغالي انغولا وموزمبيق) باعتبارهم لاجئين معدمين، واندلعت الحرب الاهلية الأنغولية خلال (1975-2002) والتي تعد واحدة من أكثر الصراعات دموية خلال الحرب الباردة، وقد قُتل مالا يقل عن مليون شخص ونزح داخلياً أربعة ملايين وفر نصف المليون من اللاجئين.

## اوغندا
نفذت اوغندا ودول شرق افريقيا سياسات عنصرية استهدفت السكان الاسيويين في المنطقة، وكانت اوغندا بقيادة عيدي امين يعد من أكثر الرؤساء ضراوة وشدة في تطبيق السياسات المعادية للآسيويين التي أدت في النهاية إلى الطرد والتطهير العرقي للأقلية الاسيوية في اوغندا، حيث ينحدر 80,000 أوغندي اسيوي من الهند وولدوا في اوغندا ورفضت قبولهم الهند، ومعظم من نزح من الهند استقروا في بريطانيا وكندا والولايات المتحدة، وأجبر جيش المقاومة العديد من المدنيين على العيش في مخيمات النزوح الداخلية.

## البحيرات العظمى
فر أكثر من مليوني شخص إلى الدول المجاورة زائير بالتحديد وذلك عقب الإبادة الجماعية في رواندا عام 1994. وكانت مخيمات اللاجئين القريبة تخضع لسيطرة الحكومة السابقة وميليشيا الهوتو الذين استعملوا المخيمات قواعد لبدء هجماتهم ضد الحكومة الجديدة في رواندا، ولم يتم اتخاذ أي إجراء لحل الوضع ولم تنته الازمة حتى أجبر المتمردين المدعومين من رواندا اللاجئين على العودة عبر الحدود في بداية حرب الكونجو الأولى. 

## دارفور
نزح قسرا ما يقارب 2,5 المليون شخص أي ما يعادل ثلث سكان دارفور واجبروا على مغادرة منازلهم بعد هجوم ميليشيا جنجاويد العرب المدعومة من قبل القوات السودانية خلال الحرب الجارية في دارفور في جنوب السودان منذ عام 2003. 

## نيجيريا
نزح الاف النيجيريين إلى النيجر والكاميرون بعد أعمال العنف من جماعة بوكوحرام.
الانتخابات الأفريقية المركزية:

## السودان
هناك الآلاف من السودانيين ممن لجئوا إلى مصر فارين من الصراع العسكري في المنطقة، بحيث أن وضعهم كلاجئين أصبح محل خلاف وأصبحوا عرضة للتمييز العنصري وعنف الشرطة، وهم يعيشون بين أكبر مجموعة من المهاجرين السودانيين في مصر، أكثر من مليوني شخص من الجنسية السودانية (حسب معظم التقديرات: مجموعة كاملة من 750,000 إلى 4 مليون) الذين يعيشون في مصر. وتعتقد اللجنة الأمريكية للاجئين والمهاجرين أن الكثير من هؤلاء المهاجرين هم في الحقيقة لاجئين ولكنهم لا يجدون فائدة تذكر في السعي وراء الاعتراف.

## الصومال
مع اندلاع الحرب الأهلية في الصومال غادر الكثير وطنهم بحثاً عن اللجوء، ووفقاً للمفوضية العليا لشؤون اللاجئين كان هناك حوالي 976,500 لاجئ مسجل من الدولة في دول مجاورة اعتباراً من عام 2016، ومعظم هؤلاء تم تسجيلهم في كينيا (413.170 في داداب و 54.550 في كاكوما و 32.009 في نيروبي). بالإضافة إلى 1.1 مليون شخص نزحوا داخلياً، ومعظمهم من البانتوس وغيرهم من الأقليات العرقية التي نشأت من المناطق الجنوبية بما في ذلك النازحين من الشمال، ويشكل الأطفال نسبة 60٪ من النازحين الداخليين. شملت أسباب النزوح العنف المسلح وتحويل مسار المساعدات والكوارث الطبيعية مما أعاق وصول النازحين الداخليين إلى المأوى الآمن والموارد، وتتركز مخيمات النازحين الداخليين في جنوب وسط الصومال (893,000)، تلتها مناطق بونتلاند الشمالية (129,000) ومنطقة ارض الصومال (84,000). بالإضافة إلى انه كان هناك حوالي 9356 لاجئ مسجل و 11157 طالب لجوء مسجلين في الصومال، ومعظم هؤلاء الرعايا الأجانب هم مهاجرين من اليمن إلى شمال الصومال وذلك بعد تمرد الحوثيين في عام 2015.

## منطقة الصحراء الغربية
تشير التقديرات إلى أن ما بين 165,000 إلى 200,000 صحراوي -وهم أناس من مناطق متنازع عليها في الصحراء الغربية -يعيشون في 5 مخيمات قريبة من تندوف في الجزء الجزائري من الصحراء منذ عام 1975.
وتساهم كلاً من المفوضية السامية لشؤون اللاجئين وبرنامج الغذاء العالمي في تقديم الدعم لمن تصفه باللاجئين المعدمين والذين يبلغ عددهم حوالي 90,000 شخص، دون إعطاء أي تقديرات لأعداد اللاجئين الإجمالية. 

## ليبيا
اللاجئون في الحرب الأهلية الليبية عام 2011 هم من الذين فروا أو طردوا من منازلهم خلال الحرب الأهلية من داخل حدود ليبيا إلى الدول المجاورة لتونس ومصر وتشاد كما هو الحال بالنسبة للدول الأوروبية عبر البحر الأبيض المتوسط كالمهاجرين عبر القوارب، الغالبية العظمى من اللاجئين الليبيين هم من العرب والبربر بالإضافة إلى العرقيات التي تعيش في ليبيا بشكل مؤقت والتي نشأت جنوب الصحراء الكبرى الذين كانوا من أوائل من خرجوا من البلاد من اللاجئين، يقدر عدد اللاجئين الليبيين ما يقارب مليون في يونيو 2011، نصفهم عاد إلى ليبيا في صيف 2011 في حين ظلت مخيمات اللجوء في تونس وتشاد مكتظة باللاجئين. 

## السلفادور
غادر أكثر من مليون شخص منازلهم ونزحوا خلال الحرب الأهلية السلفادورية من عام 1975 إلى 1982 وغادر حوالي النصف إلى الولايات المتحدة واستقر معظمهم في لوس انجلوس. 

## غواتيلاما
فرت مجموعة كبيرة من غواتيلاما نتيجة للحرب الأهلية إلى غرب المكسيك والولايات المتحدة وذلك في عام 1980.

## هايتي
من عام 1991 إلى 1994 ونتيجة لانقلاب القوات على الرئيس فر الآلاف من هايتي هرباً من العنف والإهانة عن طريق القوارب. وقامت حكومة الولايات المتحدة بإرجاع معظمهم إلى هايتي ودخلها اخرين كلاجئين. يعد اللاجئين من هايتي مهاجرين اقتصاديين في المقام الأول، حيث تعد هايتي من أفقر الدول في نصف الأرض الغربي.

## كوبا
قاد انتصار القوات بقيادة فيدل كاسترو في الثورة الكوبية إلى هروب ملايين الكوبيين بين عامي 1959 و1980. يواجه الكوبيين سنوياً خطر المياه في مضيق فلوريدا بحثاً عن ظروف اقتصادية وسياسية أفضل في الولايات المتحدة، جلبت قضية أليان غونزاليز في عام 1999 والتي يبلغ عمرها ست سنوات إلى الهجرة الدولية اهتماما كبيراً، مع محاولة كل من الحكومتين معالجة القضية، وضعت الحكومة الأمريكية سياسة الأقدام الجافة مما مكن المسافرين من إتمام رحلتهم وقد سمحت الحكومة الكوبية وبشكل دوري بالهجرة الجماعية بطريقة منظمة، وكانت أشهر تلك الهجرات المتفق عليها هي هجرة زورق مارييل في عام 1980.

## كولومبيا
تحتوي كولومبيا على واحدة من أكبر تجمعات النازحين داخلياً في العالم ويقدر عددهم بحوالي 2.6 إلى 4.3 مليون شخص وذلك بسبب النزاع الكولومبي المسلح، وهو الرقم الأكبر منذ عام 1985. ويقدر الآن بحسب لجنة الولايات المتحدة للاجئين والمهاجرين أن هناك حوالي 15,000 كولومبي في «حالات تشبه اللجوء» في الولايات المتحدة لكن غير معترف بهم كلاجئين أو لا يخضعون لأية حماية رسمية.

## الولايات المتحدة
أراد العديد من المواطنين الأمريكيين (المعارضين للخدمة العسكرية) خلال الحرب الفيتنامية اللجوء السياسي لكندا، وأصدر الرئيس جيمي كارتر عفواً عاماً فمنذ عام 1975 اعادت الولايات المتحدة توطين ما يقارب من 2.6 مليون لاجئ، 77٪؜ منهم من الهند الصينية أو من مواطني الاتحاد السوفيتي السابق، ومنذ إصدار قانون اللاجئين لعام 1980 تراوحت ارقام القبول السنوية من 207,116 في عام 1980 إلى مستوى منخفض بلغ 27,100 عام 2002.
وفي الوقت الحالي، تقوم تسع منظمات وطنية تطوعية بإعادة توطين اللاجئين في جميع أنحاء البلاد نيابةً عن الحكومة الأمريكية من ضمنها: خدمات الكنيسة العالمية ومجلس تنمية المجتمع الإثيوبي ووزارات الهجرة الأسقفية وجمعية العون المهاجرين العبرية ولجنة الإنقاذ الدولية واللجنة الأمريكية للاجئين والمهاجرين واتحاد المطارنة الكاثوليك في الولايات المتحدة ومؤتمر الولايات المتحدة للأساقفة الكاثوليك والإغاثة العالمية.
عملت الهيئة اليسوعية لخدمة اللاجئين/ الولايات المتحدة الأمريكية على المساعدة في إعادة توطين اللاجئين البوتانيين في الولايات المتحدة وتتمثل مهمتها في الدفاع وخدمة حقوق اللاجئين وغيرهم من النازحين قسراً، تعد واحدة من 10 مناطق جغرافية توفر خدمات للاجئين اليسوعيين إضافة إلى انها منظمة دولية كاثوليكية ترعاها جمعية يسوع. تقدم الهيئة في الولايات المتحدة الدعم وكافة الموارد البشرية والمالية لمراكزها في جميع أنحاء العالم وذلك بالتنسيق مع مكتب الهيئة في روما. 
يمول مكتب الولايات المتحدة لإعادة توطين اللاجئين عدد من المنظمات التي تقدم المساعدة التقنية للوكالات التطوعية والمنظمات المحلية لإعادة توطين اللاجئين، ويقع مقر Refugeeworks في بالتيمور في ميريلاند والتي تعد يد العون التقنية والتدريبية لمكتب إعادة توطين اللاجئين وذلك من خلال التوظيف وإقامة أنشطة الاكتفاء الذاتي، تساعد تلك المنظمات غير الربحية مقدمي الخدمات للاجئين لمساعدتهم للوصول للاكتفاء الذاتي. وتقوم ايضاً بنشر الرسائل الإخبارية والتقارير بشأن مواضيع توظيف اللاجئين.
يوضّح موقف حكومة الولايات المتحدة من اللاجئين بأن هناك قمع تتعرض له الأقليات الدينية في الشرق الأوسط وباكستان كالمسيحيين والهندوس هناك بالإضافة إلى بعض الطوائف الإسلامية، ففي السودان الذي يعتنق معظم سكانه الديانة الإسلامية يسيطر المسلمين على الحكم هناك ويتم تقييد أنشطة المسيحيين ومعتنقي الديانات الأفريقية القديمة وغيرهم من غير المسلمين، وتم طرح مسألة اليهود والمسيحيين وغيرهم من اللاجئين من الدول العربية والإسلامية في مارس 2007 في الكونغرس الأمريكي. وفي عام 2016 تعهدت إدارة اوباما بالتزامها بزيادة قبول عدد اللاجئين في الولايات المتحدة إلى 110,000 في عام 2017 بمعدل 85,000 في السنة المالية 2016. بالإضافة إلى دعوة القطاع الخاص للتعاون من أجل اللاجئين. 

## فنزويلا
كان وجود الجالية البوليفارية نتيجة للهجرة الواسعة لملايين الفنزويليين بعد قيام الثورة البوليفارية لهوغو شافيز واستمرارها على يد نيكولاس مادورو. 
أدت سياسة الحكومة البوليفارية لزيادة معدل الجريمة والفقر والنقص الغذائي وتفشي الفساد وكل ذلك بلغ ذروته في الأزمة في فنزويلا البوليفارية. أدى الشتات البوليفاري إلى أكبر أزمة مسجلة للاجئين في الأمريكيتين بين عامي 1998 و2018 هاجر حوالي 4 ملايين فينزويلي حوالي 10٪؜ من سكان فينزويلا بالكامل-من أمريكا اللاتينية بسبب الأزمة. 

## اسيا
تعتبر منطقة آسيا والمحيط الهادئ موطِناً لـ7.7 ملايين شخص ممن تُعنى بهم المفوضية. ويشمل العدد 3.5 مليون لاجئ، و1.9 مليون نازح داخلياً، و1.9 مليون شخص من عديمي الجنسية. وينتمي معظم اللاجئين إلى أفغانستان وميانمار.
ويشكل اللاجئون الأفغان أطول حالة لجوء مزمنة في العالم. ويعيش ما يربو على 96% من جميع اللاجئين الأفغان في جمهوريتي إيران الإسلامية وباكستان اللتين استضافتاهم بسخاء على مدى أكثر من ثلاثة عقود.
ولا يزال الوضع في ميانمار من العمليات الرئيسية للمفوضية. ويقدر أن يكون 500,000 لاجئ من مختلف المجموعات العرقية قد فروا منذ عدة عقود بحثاً عن الحماية من النزاعات العرقية والعنف.

## أفغانستان
ابتداء من الغزو السوفيتي على أفغانستان عام 1979 حتى نهاية عام 2001 الذي كان فيه الغزو بقيادة الولايات المتحدة هاجر حوالي 6 ملايين إلى المناطق المجاورة لأفغانستان مثل باكستان وإيران. وفي أوائل عام 2002 عاد أكثر من 4 ملايين من هؤلاء اللاجئين طواعية عن طريق مفوضية الأمم المتحدة لشؤون اللاجئين من باكستان إلى أفغانستان. لا يزال هناك حوالي 1.3 مليون لاجئ أفغاني مسجل في باكستان حتى أواخر عام 2016، معظمهم ولدوا وترعرعوا في باكستان خلال السنوات ال35 الماضية لكنهم مازالوا يعدون كمواطنين أفغانيين حيث يسمح لهم بالإقامة والعمل في باكستان حتى نهاية عام 2018. 
في هذه الأثناء، لازال هناك حوالي مليون أفغاني يعيشون في إيران بما فيهم من ولدوا داخل إيران في السنوات ال35 الأخيرة. يتناقص عدد اللاجئين الأفغان بشكل كبير كل سنة وذلك بسبب العودة الطوعية إلى الوطن. وعلى سبيل المثال في عام 2017 فقط عاد أكثر من نصف المليون أفغاني إلى بلدهم من باكستان وإيران. وتشير بيانات اللجوء في البلدان الصناعية لعام 2011 إلى زيادة بنسبة 30٪؜ في الطلبات المقدمة من الأفغان من عام 2010 حتى 2011 وبالتحديد دولتي ألمانيا وتركيا. 

## باكستان
نزح أكثر من 1.2 مليون شخص في أنحاء البلاد منذ بدء التدخل العسكري الأمريكي ضد طالبان في باكستان، وانضم إليهم 555,000 باكستاني مشرد بسبب القتال منذ أغسطس 2008.

## التقسيم-1947
أدى تقسيم مقاطعات راج البريطانية من البنجاب والبنغال والاستقلال اللاحق لباكستان بعد يوم واحد من الهند في عام 1947 إلى أكبر حركة بشرية في التاريخ، في هذا التبادل السكاني، انتقل ما يقرب من 7 ملايين من الهندوس والسيخ من بنغلاديش وباكستان إلى الهند بينما انتقل حوالي 7 ملايين مسلم من الهند إلى باكستان، توفي ما يقرب من مليون مسلم والهندوس والسيخ خلال هذا الحدث.

## بنغلاديش
أعربت رئيسة وزراء الهند، إنديرا غاندي، عن دعمها الكامل لحكومتها في النضال البنغلاديشي من أجل الحرية نتيجة لحرب تحرير بنغلاديش، في 27 آذار / مارس 1971. تم فتح الحدود البنغلاديشية الهندية للسماح للمأوى الآمن في بنغلادش المنكوبة في الهند، أنشأت حكومات غرب البنغال وبيهار واسام وميغالايا وتريبورا مخيمات للاجئين على طول الحدود، بدأ ضباط الجيش البنجلاديشي المنفيون والجيش الهندي على الفور باستخدام هذه المعسكرات لتجنيد وتدريب أعضاء من موكتي باهيني، خلال حرب الاستقلال في بنغلاديش، فر ما يقرب من 10 ملايين بنغلاديشي من البلاد للهروب من عمليات القتل والفظائع التي ارتكبها الجيش الباكستاني، ويُعرف اللاجئون البنجلاديشيون باسم «شكماس» في الهند، بخلاف الشكماء التي يتواجد فيها لاجئون بنغاليون هندسيون أيضًا في الهند بعد الحرب.

## سيريلانكا
ولدّت الحرب الأهلية في سريلانكا، من 1983 إلى 2009 الآلاف من النازحين داخليًا بالإضافة إلى اللاجئين معظمهم من التاميل، وفر العديد من السريلانكيين إلى دول الجوار والهند والدول الغربية مثل كندا وفرنسا والدنمارك والمملكة المتحدة وألمانيا، في حين دفعت السياسات المتعاقبة للتمييز والتخويف من التاميل الآلاف إلى الفرار لطلب اللجوء حيث اجبرت النهاية الوحشية للحرب الأهلية والقمع المستمر الاف اللاجئين على الهجرة إلى دول مثل كندا والمملكة المتحدة وخاصة أستراليا. يعيش حوالي 69 ألف لاجئ من التاميل السريلانكيين في 112 مخيما في ولاية تاميل نادو بجنوب الهند.

## جامو وكشمير
وفقا للجنة الوطنية لحقوق الإنسان أجبرحوالي 300,000 من الهنود الكشميريين على مغادرة ولاية جامو وكشمير بسبب التشدد الإسلامي والتمييز الديني من الأغلبية المسلمة، مما جعلهم لاجئين في بلادهم. وقد وجد بعضهم الملجأ في جامو والمناطق المجاورة لها، في حين أن البعض الآخر في معسكرات في دلهي وغيرها في ولايات أخرى من الهند وبلدان أخرى أيضا. ويقترب عدد الكشميرييين المهاجرين إلى أكثر من 500000 مهاجر.

## بهار
خلال الفترة بين (1947-1971) في باكستان، لم يندمج البيهاريين الناطقين بالأوردية في مجتمع بنغلاديش وظلوا جماعة ثقافية مختلفة منذ ذلك الحين، بعد حرب تحرير بنغلاديش في عام 1971 اعتدي على تلك المجموعة من قبل البنغال بسبب مشاركتهم الفعالة مع القوات المسلحة الباكستانية في ارتكاب جريمة الإبادة الجماعية بحق السكان المحليين، وقعت بعض الفظائع ضد بيهاريس، وفي نهاية الحرب، لجأ العديد من البيهاريين إلى مخيمات اللاجئين في مدن مختلفة، وكان أكبرها مخيم جنيف في دكا، ويقدر أن حوالي 000 250 بيهاري يعيشون في تلك المخيمات وفي مقاطعتي رانغبور ودنجبور اليوم. بعد عام 1971، لا يزال الكثيرون يعيشون في بنغلادش بينما يختار البعض العودة إلى باكستان.

## روهنجيا
تستضيف بنغلاديش أكثر من 250,000 لاجئ روهينجي مسلم ممن أجبروا على الخروج من منازلهم في غرب بورما (ميانمار) وهربوا عام 1991-1992 من اضطهاد المجلس العسكري الحاكم في بورما، وقد عاش العديد منهم هناك لما يقارب عشرين عاما. تقسم الحكومة البنغلادشية الروهينجا إلى فئتين وهما اللاجئين المعترف بهم الذين يعيشون في المخيمات الرسمية واللاجئين غير المعترف بهم الذين يعيشون في مواقع غير رسمية أو داخل المجتمعات البنغلادشية، يقيم حوالي 30000 من الروهينجا في معسكرين في منطقتي نايابارا وكوتوبالونغ في مقاطعة كوكس بازار في بنغلاديش، ويتمتع هؤلاء السكان بالخدمات الأساسية، بينما لا يتمتع بها من هم بالخارج، يجب أن تتكيف بنغلاديش مع الاحتياجات طويلة الأمد لجميع اللاجئين الروهينجيين في البلاد في ظل عدم وجود تغييرات بالداخل البورمي تلوح بالأفق، وعليها السماح للمنظمات الدولية لتوسيع الخدمات التي تفيد الروهينجيين والمجتمعات المحلية، تدعم الوكالة اللاجئين الروهينجا المقيمين في المخيمات، من جهة أخرى، فهي لا تتلقى طلبات الحصول على وضع اللاجئ من الروهينجيين الجدد. تسببت حملة الجيش البورمي الوحشية للتطهير العرقي ضد المسلمين في ولاية أراكان عام 1991-1992 في أزمة اللاجئين التي تم فيها اعتقال آلاف الأشخاص في مخيمات اللاجئين المزدحمة في بنغلاديش وعاد عشرات الآلاف من الأشخاص إلى بورما لمواجهة مزيدا من القمع. 
هناك ادعاءات واسعة الانتشار عن وجود اضطهاد ديني، واجبار على العمل، وحرمان من الجنسية للكثير من الروهينجا الذين أجبروا على العودة إلى بورما منذ عام 1996، وقد فر العديد منهم مرة أخرى إلى بنغلاديش من أجل البحث عن عمل أو مأوى، أو هرباً من الاضطهاد العسكري البورمي، استمرت الإساءات ضد الروهينجا في ولاية أراكان في الأشهر القليلة الماضية، بما في ذلك قوانين التسجيل الصارمة التي تستمر في حرمان الروهينجا من المواطنة، والقيود المفروضة على حركتهم، ومصادرة اراضيهم، وعمليات الإخلاء القسري التي تسعى لفسح المجال أمام المستوطنات البورمية البوذية، والعمل القسري على نطاق واسع في مشاريع البنية التحتية، وإغلاق بعض المساجد، بما فيها تسعة مساجد في بلدة شمال بوثيدانغ التابعة لولاية أراكان الغربية في النصف الأخير من عام 2006. 
وقد نزح ما يقدر بنحو 90,000 شخص نتيجة العنف الطائفي عام 2012 بين المسلمين الروهينجا والبوذيين في ولاية راخين الغربية ببورما.
هناك أيضا أعداد كبيرة من اللاجئين المسلمين الروهينجا في باكستان، معظمهم قاموا برحلات محفوفة بالمخاطر عبر بنغلادش والهند واستقروا في كراتشي.

## نيبال
بعد الهجرة التبتية عام 1959، يعيش أكثر من 150.000 تبتي في الهند، والعديد منهم في المستوطنات في دارامسالا وميسور ونيبال. ومن بين هؤلاء الأشخاص الذين فروا فوق جبال الهيمالايا من التبت، وكذلك أطفالهم وأحفادهم. في الهند، لا تزال الأغلبية الساحقة من التبتيين المولودين في الهند لا يملكون جنسية، فهم يحملون وثيقة تسمى بطاقة الهوية الصادرة عن الحكومة الهندية بدلاً من جواز السفر وهي وثيقة يتم رفضها بشكل متكرر كوثيقة سفر صالحة من قبل العديد من إدارات الجمارك والهجرة. كما يمتلك اللاجئون التبتيون كتابًا أخضر أصدرته حكومة التبت في المنفى للحقوق والواجبات تجاه هذه الإدارة. في 1991-1992، طردت بوتان حوالي 100,000 من النيباليين المعروفين باسم Lhotshampas من الجزء الجنوبي من البلاد. يعيش معظمهم في سبعة مخيمات للاجئين تديرها المفوضية في شرق نيبال حيث تم إعادة توطين بعض منهم في الهند. وفي مارس 2008، تم البدء بإعادة توطين هؤلاء السكان لبلدان أخرى بما في ذلك الولايات المتحدة ونيوزيلندا والدنمارك وكندا والنرويج وأستراليا. في الوقت الحاضر، تعمل الولايات المتحدة على إعادة توطين أكثر من 60,000 من هؤلاء اللاجئين في الولايات المتحدة كبرنامج تسوية دولة ثالثة، وفي الوقت نفسه، نزح ما يصل إلى 200,000 نيبالي خلال التمرد الماوي والحرب الأهلية النيبالية التي انتهت في عام 2006. بحلول عام 2009، نزح أكثر من 3 ملايين مدني بسبب الحرب في شمال غرب باكستان (2004 إلى الوقت الحاضر). 

## طاجاكستان
هرب العديد من السكان غير المسلمين بما فيهم الطاجكيين الروس اللادينيين ويهود بخارى عام 1991 بسبب الفقر وعدم الاستقرار والحرب الأهلية الطاجيكية (1992-1997)، وفي عام 1992 نزح معظم السكان من اليهود إلى إسرائيل بينما نزحت العرقيات الروسية إلى روسيا، وبنهاية الحرب الأهلية أصبحت طاجاكستان عاصمة للدمار الهائل وبلغ عدد لاجئ الداخل والخارج حوالي 1,2 مليون، وبسبب المعاناة من الفقر هاجر الكثير من الطاجيكيين إلى روسيا، وتشكل التحويلات المالية للمهاجرين حوالي 47٪ من الناتج المحلي في طاجاكستان (الطاجيك العاملين في روسيا). 

## أوزباكستان
في عام 1989 غادر ما يقارب 90,000 تركي مسخيتي أوزباكستان بعد تعرضهم لمذابح دموية في وادي فرغانة بوسط اسيا. خلف الصراع العرقي عام 2010 حوالي 300,000 نازح داخلي وحوالي 100,000 باحث عن اللجوء في أوزباكستان

## الاتحاد الأوروبي
وفقاً للمجلس الأوروبي المعني باللاجئين والمنفيين وهي شبكة من المنظمات غير الحكومية الأوروبية لمساعدة اللاجئين فإن هناك اختلافات كبيرة بين أنظمة اللجوء الوطنية في أوروبا ، مما يجعل نظام اللجوء يشبه ال«يانصيب» للاجئين. على سبيل المثال، العراقيون الذين يفرون من وطنهم وينتهي بهم المطاف في ألمانيا لديهم فرصة بنسبة 85٪ للاعتراف بهم كلاجئين بينما الذين يقدمون على طلب اللجوء في سلوفينيا لا يحصلون على وضع حماية على الإطلاق.

## المملكة المتحدة
أنشئت في المملكة المتحدة شراكة دعم اللجوء لتمكين جميع الوكالات التي تعمل على دعم ومساعدة طالبي اللجوء في تقديم طلبات اللجوء في عام 2012 ومولت جزئياً من وزارة الداخلية.

## فرنسا
بدأ الرئيس نيكولا ساركوزي في عام 2012 بالتفكيك المنهجي لمخيمات الرومان غير القانونيين في فرنسا ، حيث قام بترحيل الآلاف من الرومان المقيمين في فرنسا بشكل غير قانوني إلى رومانيا أو بلغاريا أو أي مكان آخر.

## اسبانيا
منذ الثمانينيات، تحولت إسبانيا من بلد يهاجر منه شعبه إلى بلد تتم الهجرة إليه، ويصنف المهاجرين القادمين إلى إسبانيا حسب بلدهم الأصلي وفقًا لقانون الهجرة الإسباني. وبناءً على البلد الأصلي للفرد، يمكن أن يحصلوا على وضع «امتياز» عن غيرهم من المهاجرين الذين يمنحون وضع «خارجي» بسبب بلدهم الأصلي، مثل دول العالم الثالث. كما أضافت إسبانيا المزيد من الخطوات لإجراءات اللجوء التي يشعر بعض النقاد أنها تجعل من الصعب للغاية على اللاجئين وطالبي اللجوء الدخول وبالتالي فهي تعد أداة تنتهك التزام أسبانيا الدولي بحماية هذه المجموعة من الناس.
ازداد عدد اللاجئين الراغبين باللجوء إلى إسبانيا بشكل كبير منذ عام 2014، وتلقت إسبانيا انتقادات عدة بسبب فشلها كما يقول البعض في مواكبة هذه الأرقام، وعرضت إسبانيا توفير اللجوء لـ 17,337 لاجئًا بحلول سبتمبر 2017 ومع ذلك لم يُمنح سوى 744 منهم اللجوء في البلاد بحلول يوليو 2017. في عام 2016، وجد مركز بيو للأبحاث أنه من الفترة بين يوليو 2015 إلى مايو 2016 كانت هناك زيادة في النسبة المئوية لعدد اللاجئين في العديد من البلدان الأوروبية، ولكن كانت إسبانيا واحدة من القلائل التي شهدت انخفاضًا.
أدت الصعوبة التي يواجهها اللاجئون الذين هاجروا بنجاح إلى إسبانيا إلى قيام بعض الباحثين مثل كيتي كالافيتا باقتراح بأن هذه السياسية هي ناتجة أساسًا من القانون، وليس الثقافة. 

## هنغاريا
في 1956-1957 في أعقاب الثورة المجرية لعام 1956 فر ما يقرب من 200000 شخص أي حوالي اثنين في المائة من سكان المجر كلاجئين إلى النمسا وألمانيا الغربية.

## تشيكوسلوفاكيا
ادى غزو حلف وارسو لتشيكوسلوفاكيا في عام 1968 إلى موجة من الهجرة لم يسبق لها مثيل. توقفت بعد فترة وجيزة (التقديرات: 70000 على الفور 300000 على العموم).

## جنوب شرق أوروبا
بعد الحرب الأهلية اليونانية (1946-1949) طرد مئات الآلاف من اليونانيين والمقدونيين العرقيين أو هربوا من البلاد، تراوح عدد اللاجئين من 35000 إلى أكثر من 213000، وأجلى الثوار أكثر من 28000 طفل إلى الكتلة الشرقية وإلى جمهورية مقدونيا الاشتراكية.
أدت حملة التهجير القسري في أواخر الثمانينات من القرن الماضي ضد الأتراك العرقيين إلى هجرة نحو 300 ألف تركي إلى تركيا، ابتداء من عام 1991 أدت الاضطرابات السياسية في جنوب شرق أوروبا مثل انهيار يوغوسلافيا إلى تشريد حوالي 2700000 شخص وبحلول منتصف عام 1992 سعى أكثر من 700,000 منهم لطلب اللجوء في الدول الأعضاء في الاتحاد الأوروبي. وفي عام 1999 هرب حوالي مليون ألباني من الاضطهاد الصربي.
واليوم لا يزال هناك الآلاف من اللاجئين والمشردين داخليا في جنوب شرق أوروبا الذين لا يستطيعون العودة إلى ديارهم. ومعظمهم من الصرب الذين لا يستطيعون العودة إلى كوسوفو والذين لا يزالون يعيشون في مخيمات اللاجئين في صربيا اليوم، فر أكثر من 200000 من الصرب وغيرهم من الأقليات غير الألبانية أو طردوا من كوسوفو بعد حرب كوسوفو في عام 1999.
في عام 2009 كان ما بين 7٪ و7.5٪ من سكان صربيا من اللاجئين والمشردين داخليًا، وصل حوالي 000 500 لاجئ، معظمهم من كرواتيا والبوسنة والهرسك وذلك في أعقاب الحروب اليوغوسلافية، كان الأشخاص النازحون داخليا في المقام الأول من كوسوفو، واعتبارا من عام 2007 كانت صربيا أكبر دولة من حيث عدد اللاجئين في أوروبا.

## روسيا
منذ عام 1992، حدث نزاع مستمر في منطقة شمال القوقاز في روسيا، انفصلت الشيشان وأصبحت دولة مستقلة وذلك بعد انهيار الاتحاد السوفيتي، لم يعترف الاتحاد الروسي بهذه الخطوة مما أدى إلى أول حرب شيشانية ونتيجة لذلك، تم تشريد حوالي مليوني شخص وما زالوا غير قادرين على العودة إلى ديارهم. ونتيجة لانعدام القانون وحملات التطهير العرقي في ظل حكومة دزوكاييف فر معظم غير الشيشانيين (والعديد من الشيشانيين كذلك) من البلاد خلال التسعينيات أو قُتلوا.

## أذربيجان
نتج عن نزاع مرتفعات قرة باغ نزوح 528,000 أذربيجاني (لا يشمل الرقم الأطفال المولودين حديثًا من هؤلاء النازحين) من الأراضي الأرمنية المحتلة بما في ذلك ناغورني كاراباخ، وفر 220,000 من الأذربيجانيين و18،000 كردي من أرمينيا إلى أذربيجان من عام 1988 إلى 1989، هرب 280.000 شخص - جميعهم تقريباً من الأرمن - من أذربيجان خلال حرب 1988-1993 من إقليم ناجورنو كاراباخ المتنازع عليه. وفي الوقت الذي وافقت فيه أذربيجان وأرمينيا أخيرا على وقف إطلاق النار في عام 1994، قُتل ما يقدر بـ 000 17 شخص، وأصيب 000 50 شخص، ونزح أكثر من مليون شخص.

## جورجيا
كان أكثر من 000 250 شخص معظمهم من الجورجيين ضحايا للتهجير القسري والتطهير العرقي من أبخازيا أثناء الحرب في أبخازيا بين عامي 1992 و 1993، وبعد ذلك في عامي 1993 و 1998، ونتيجة لحرب اوسيتيا الجنوبية عام 1991-1992 هرب حوالي 100,000 من الأوسيتيين من أوسيتيا الجنوبية وجورجيا معظمهم عبر الحدود إلى أوسيتيا الشمالية الروسية وفر 23000 من الجورجيين العرقيين إلى أوسيتيا الجنوبية واستقروا في أجزاء أخرى من جورجيا. وقدرت الأمم المتحدة بأن هناك 100000 جورجي هُجروا نتيجة لحرب أوسيتيا الجنوبية عام 2008 وهرب نحو 30 ألف من سكان أوسيتيا الجنوبية إلى إقليم أوسيتيا الشمالية الروسي المجاور.

## أوكرانيا
وفقا للأمم المتحدة (المدير الأوروبي للمفوضية السامية للأمم المتحدة لشؤون اللاجئين فينسنت كوشتيل) فر 814,000 من الأوكرانيين إلى روسيا منذ بداية عام 2014، بما في ذلك أولئك الذين لم يسجلوا كطالبي لجوء، و 260,000 إلى مناطق أخرى من أوكرانيا. ومع ذلك، ونقلاً عن مفوضية الأمم المتحدة لشؤون اللاجئين، يقول دويتشه فيله إن 197,000 من الأوكرانيين فروا إلى روسيا بحلول 20 أغسطس 2014، كما أن ما لا يقل عن 190,000 فروا إلى أجزاء أخرى من أوكرانيا ، و 14,000 إلى بيلاروسيا و 14,000 إلى بولندا. وفي روسيا تم إعادة توطين العديد منهم في قرى للاجئين بنيت خصيصا في سيبيريا. كما سجلت روسيا مليوني مواطن جديد من أوكرانيا في أكتوبر 2015، والذين وصلوا منذ 1 يناير 2014. ووفقا لتقرير الأمم المتحدة في أوائل مارس 2016، سُجل 1.6 مليون شخص نازحين داخليا من قبل الحكومة الأوكرانية من 800,000 إلى مليون منهم يعيشون في أوكرانيا التي تسيطر عليها الحكومة الأوكرانية.

## تبادل السكان بين اليونان وتركيا
نشأ التبادل السكاني لعام 1923 بين اليونان وتركيا بسبب «الاتفاقية المتعلقة بتبادل السكان اليونانيين والتركيين» الموقعة في لوزان، سويسرا، وذلك في 30 يناير 1923، من قبل حكومتي اليونان وجمهورية تركيا. وشارك فيها ما يقرب من مليوني شخص (حوالي 1.5 مليون من الأناضول الإغريق و500000 مسلم في اليونان)، معظمهم تم إخضاعهم قسراً للجوء وحرمانهم من أوطانهم. وبحلول نهاية عام 1922، كانت الغالبية العظمى من أهالي آسيا الصغرى اليونانيين قد فروا بالفعل من الإبادة الجماعية اليونانية (1914-1922) وهزيمة اليونان في وقت لاحق في الحرب اليونانية التركية (1919-1922). ووفقاً لبعض الحسابات فأنه خلال خريف عام 1922 وصل حوالي 900000 يوناني إلى اليونان، كانت تركيا تتطلع إلى تبادل السكان كوسيلة لإضفاء الطابع الرسمي على الهجرة اليونانية من تركيا، في الوقت الذي بدأت فيه نزوحًا جديدًا لعدد أقل من المسلمين اليونانيينلتزويد المستوطنين باحتلال المناطق التي استقرت حديثًا في تركيا، بينما رأت اليونان ذلك كطريقة لتزويد جماهيرها من اللاجئين اليونانيين الجدد الذين لا يمتلكون عقارات في تركيا بأراضي ليستقر فيها المسلمون المتنافسون في اليونان. هذا التبادل الإجباري السكاني الرئيسي، أو الطرد المتبادل المتفق عليه، لم يعتمد على اللغة أو العرق، ولكن على الهوية الدينية، وشارك جميع المواطنين المسيحيين الأرثوذكس تقريباً في تركيا، بما في ذلك مواطنيها الأصليين الأرثوذكس الناطقين بالتركية، ومعظم المواطنين المسلمين، من اليونان بما في ذلك المواطنين المسلمين الناطقين باللغة اليونانية.
الفلسطينيين:
حدثت حركة نزوح جماعي للسكان غير اليهود في فلسطين في عام 1948، وكانت أول وأكبر موجة من اللاجئين الفلسطينيين في أوائل عام 1948، بعد وقت قصير من مذبحة دير ياسين –الحرب المعلنة مع استمرار طرد الفلسطينيين لسنوات بعد ذلك. ووفقاً لملفات تعود إلى جيش الاحتلال الصهيوني والتي حظيت باهتمام المؤرخين الإسرائيليين مثل بيني موريس، فإن الغالبية العظمى (حوالي 73٪) من اللاجئين الفلسطينيين غادرت نتيجة للأعمال التي قامت بها المليشيات الصهيونية والسلطات اليهودية، مع نسبة مئوية أقل هناك حوالي 5 ٪ اضطروا للمغادرة طواعية، بحلول نهاية عام 1948، كان هناك حوالي 700,000 لاجئ فلسطيني وبعد رحيل اللاجئين تم تجميد ومصادرة الممتلكات والأراضي والمال والحسابات المصرفية الخاصة بالفلسطينيين. تشكلت ملكية اليهود للأرض في أواخر عام 1947 بأقل من 6 ٪ من فلسطين التاريخية وأقل من 10 ٪ من الأراضي التي خصصتها الأمم المتحدة للدولة اليهودية، استمر نزوح الفلسطينيين في العقود التي أعقبت احتلال إسرائيل لأراضيهم وتجدد الصراعات بين دولة الاحتلال وجيرانها، خلال حرب 1967، فرّ حوالي 400,000 فلسطيني نصفهم من لاجئي 1948 من أراضيهم في الضفة الغربية بعد التقدم الذي أحرزه جيش الاحتلال واستقروا في الأردن، في العقد الأول من القرن الحادي والعشرين، أدرجت دولة الاحتلال اللاجئين من تلك الحرب على القائمة السوداء لإعاقتهم عن العودة واستعادة ممتلكاتهم وأراضيهم، التي خُصصت للمستوطنات اليهودية والقواعد العسكرية الإسرائيلية. كما اعترفت دولة الاحتلال بإلغاء حق الإقامة لـ 250,000 فلسطيني في الأراضي المحتلة في الفترة بين عامي 1967 و1994، سنة إنشاء السلطة الفلسطينية، بعد أن غادروا مؤقتًا للدراسة والعمل في الخارج. انتشر اللاجئون الفلسطينيون واجيالهم في جميع أنحاء العالم العربي ويتمركز أكبر عدد من السكان في دول المشرق المجاورة -سوريا ولبنان والأردن، يتألف سكان الضفة الغربية وغزة من مجموعة كبيرة من اللاجئين وأحفادهم، حتى عام 1967، حيث كانت الضفة الغربية وقطاع غزة تابعة للحكم في الأردن ومصر. وكانت المملكة الأردنية الهاشمية هي الحكومة العربية الوحيدة التي منحت الجنسية للاجئين الفلسطينيين، لا يخضع اللاجئون الفلسطينيون من عام 1948 لاتفاقية الأمم المتحدة لعام 1951 المتعلقة بوضع اللاجئين، ولكن بموجب وكالة الأمم المتحدة لإغاثة وتشغيل اللاجئين الفلسطينيين في الشرق الأوسط والتي وضعت معاييرها الخاصة لتصنيف اللاجئين. احتفظت الغالبية العظمى من اللاجئين الفلسطينيين بمسمى اللاجئ لأجيال وذلك بموجب مرسوم خاص من الأمم المتحدة تم تحديده قانونًا ليشمل أحفاد اللاجئين، وكذلك غيرهم ممن قد يعتبرون من النازحين داخليًا، اعتبارًا من ديسمبر 2005، قدرت الدراسة الاستقصائية العالمية للاجئين الصادرة عن اللجنة الأمريكية للاجئين والمهاجرين أن إجمالي عدد اللاجئين الفلسطينيين وأبنائهم يبلغ 2,966,100. يقدر عدد اللاجئين الفلسطينيين بحوالي نصف سكان الأردن، ومع ذلك فقد استوعبوا المجتمع الأردني، حيث حصلوا على جنسية كاملة. أما في سوريا وعلى الرغم من عدم كونهم مواطنين رسميًا تم منح معظم اللاجئين الفلسطينيين حقوق إقامة وأصدرت لهم وثائق سفر، جرت محاولات لإدماج الفلسطينيين النازحين وأبنائهم في المجتمع الفلسطيني وذلك في أعقاب اتفاقات أوسلو، بالإضافة إلى ذلك، منحت دولة الاحتلال الإذن للم شمل العائلات وعاد نحو 10 آلاف فقط من أعضاء فتح إلى الضفة الغربية. لا يزال وضع اللاجئين ووجود العديد من مخيمات اللاجئين يشكل نقطة خلاف في النزاع الإسرائيلي الفلسطيني، وقد حدث النزوح الفلسطيني من الكويت أثناء حرب الخليج وبعدها، حيث كان هناك 400000 فلسطيني في الكويت قبل حرب الخليج. وخلال حرب الخليج فر أكثر من 200,000 فلسطيني من الكويت أثناء احتلال الكويت بسبب المضايقات والترهيب من قبل قوات الأمن العراقية، بالإضافة إلى طردهم من العمل من قبل شخصيات في السلطة العراقية في الكويت. بعد حرب الخليج في عام 1991، ضغطت السلطات الكويتية على حوالي 200,000 فلسطيني لمغادرة الكويت، وكانت هذه السياسة رداً على موقف زعيم منظمة التحرير الفلسطيني ياسر عرفات المنحاز مع صدام حسين. 

## يهود الدول العربية والإسلامية
كان مصير اليهود في الدول العربية الطرد والاخلاء. ويعتبر 850,000 من اليهود في المقام الأول من السفارديم واليهود الشرقيين من الدول العربية والإسلامية، وهم يشكلون غالبية اليهود الإسرائيليين ذلك من عام 1948 إلى أوائل 1970. بدأت عدد من عمليات الهجرة اليهودية صغيرة النطاق في العديد من دول الشرق الأوسط في أوائل القرن العشرين مع وجود العيارية الكبيرة القادمة من اليمن وسوريا. كان يعيش حوالي 800,000 يهودي في أراضٍ تشكل الآن العالم العربي وذلك قبل إنشاء إسرائيل عام 1948. من هؤلاء، أقل بقليل من الثلثين عاشوا في شمال أفريقيا الفرنسية والإيطالية، 15-20٪ في المملكة العراقية، حوالي 10٪ في المملكة المصرية وحوالي 7٪ في المملكة اليمنية. وهناك 200000 آخرين يعيشون في بهلوي إيران وجمهورية تركيا، وقد حدثت أولى عمليات النزوح الجماعي في أواخر الأربعينيات وأوائل الخمسينات من القرن العشرين، بداية من العراق واليمن وليبيا. في هذه الحالات، غادر أكثر من 90 ٪ من السكان اليهود، على الرغم من ضرورة ترك ممتلكاتهم وراءهم، هاجر مئتان وستون ألف يهودي من الدول العربية إلى إسرائيل بين عامي 1948 و 1951، وهو ما يمثل 56٪ من إجمالي الهجرة إلى الدولة التي تأسست حديثًا، بعد تأسيس دولة الكيان الصهيوني، قدمت حكومة الكيان الصهيوني إلى الكنيست خطة لاستيعاب 600,000 مهاجر على مدى أربع سنوات ، ومضاعفة عدد السكان اليهود الحاليين، لكن الخطة واجهت ردود فعل متباينة داخل الوكالة اليهودية والحكومة اليهودية التي عارضت الترويج لحركة هجرة واسعة النطاق بين اليهود الذين لم تكن حياتهم في خطر. وصلت الموجات اللاحقة ذروتها في أوقات مختلفة في مناطق مختلفة على مدى العقود اللاحقة. وقعت ذروة النزوح من مصر في عام 1956 في أعقاب أزمة السويس. وبلغت الهجرة من البلدان العربية الأخرى في شمال أفريقيا ذروتها في ستينات القرن الماضي، كان لبنان البلد العربي الوحيد الذي شهد زيادة مؤقتة في عدد سكانه اليهود خلال هذه الفترة، بسبب تدفق اليهود من البلدان العربية الأخرى، على الرغم من أن المجتمع اليهودي في لبنان قد تضاءل مع منتصف السبعينيات، وصل ستمائة ألف يهودي من الدول العربية والإسلامية إلى دولة الاحتلال بحلول عام 1972. في المجموع، من 900000 يهودي الذين تركوا البلدان العربية والإسلامية الأخرى، استقر 600000 في دولة الكيان الصهيوني الجديدة، وهاجر 300,000 إلى فرنسا والولايات المتحدة. يشكل أحفاد المهاجرين اليهود من المنطقة، والمعروفين باسم اليهود الشرقيين («اليهود الشرقيين») واليهود السفارديم («اليهود الإسبان») حاليًا أكثر من نصف إجمالي عدد سكان دولة الاحتلال، جزئياً نتيجة معدل الخصوبة العالي، في عام 2009، بقي 26,000 يهودي فقط في الدول العربية وإيران و26،000 في تركيا. وشملت أسباب النزوح عوامل دفع، مثل الاضطهاد، ومعاداة السامية، وعدم الاستقرار السياسي والفقر والطرد، إلى جانب عوامل الجذب، مثل الرغبة في تحقيق التوقّف الصهيوني أو إيجاد وضع اقتصادي أفضل وتأمين آمن. المنزل في أوروبا أو الأمريكيتين. حيث سُيس تاريخ الهجرة الجماعية، نظراً لأهميتها المقترحة للسرد التاريخي للصراع العربي الإسرائيلي.

## النازحون السوريون من هضبة الجولان
عندما أطلق الكيان الصهيوني هجماته الاستباقية على كلاً من مصر وسوريا قام بضم هضبة الجولان ودمر ما يقارب 139 قرية سورية في الأراضي المحتلة من هضبة الجولان خلال الحرب في عام 1967. وقد فر 130,000 من السكان أو هجّروا من أراضيهم التي تخدم الآن المستوطنات والقواعد العسكرية وسُمح لنحو 9000 سوري جميعهم من الدروز بالبقاء في أراضيهم.

## أزمة قبرص 1974
تشير التقديرات إلى أن 40 بالمائة من سكان قبرص يونانيين، فضلا عن أن أكثر من نصف السكان القبارصة من الاتراك، قد شردوا خلال الغزو التركي لقبرص في عام 1974. وتختلف الأرقام الخاصة بالقادمين القبرصيين المشردين داخليا، وتستند جزئياً إلى الإحصاءات القبرصية الرسمية التي تسجل أطفال العائلات النازحة كلاجئين، منع الفصل بين الطائفتين عن طريق الخط الأخضر الذي تحرسه الأمم المتحدة عودة جميع النازحين داخلياً.

## الحرب الأهلية في لبنان 1975 - 90
تشير التقديرات إلى أن حوالي 900,000 شخص، يمثلون خمس سكان ما قبل الحرب، قد نزحوا من ديارهم خلال الحرب الأهلية اللبنانية.

## اللاجئون الأكراد، النزاع التركي، 1984
انخرطت القوات المسلحة التركية ومجموعات مختلفة تدعي أنها تمثل الشعب الكردي في حرب مفتوحة بين عامي 1984 و1999، حيث هُجر الكثير من المناطق الريفية في الجنوب الشرقي، مع انتقال المدنيين الأكراد إلى المراكز المحلية التي يمكن الدفاع عنها مثل ديار بكر، وكذلك إلى مدن غرب تركيا وحتى إلى غرب أوروبا. وشملت أسباب الهجرة فظائع حزب العمال الكردستاني ضد العشائر الكردية التي لم تستطع السيطرة عليها، وفقر الجنوب الشرقي، والعمليات العسكرية للدولة التركية. وقد وثقت هيومن رايتس ووتش العديد من الحالات حيث قام الجيش التركي بإجلاء القرى قسراً وتدمير المنازل والمعدات لمنع عودة السكان. ومُحي ما يقدر بنحو 3000 قرية كردية في تركيا من الخريطة، مما يمثل تهجير أكثر من 378,000 شخص.

## الحرب العراقية الإيرانية
ولدّت الحرب الإيرانية العراقية التي بدأت عام 1980 إلى عام 1988 والغزو العراقي للكويت عام 1990 وحرب الخليج الأولى والصراعات اللاحقة مئات الآلاف ان لم يكن الملايين من اللاجئين. قدمت إيران حق اللجوء ل 1400000 عراقي شُردوا نتيجة انتفاضات عام 1991 في العراق (1990 -1991). ونزح ما لا يقل عن مليون كردي عراقي خلال حملة الأنفال (1986-1989).

## الحرب العراقية
خلفت الحرب العراقية ملايين اللاجئين والنازحين الداخليين. ومنذ عام 2009 فقد الكثير من العراقيين منازلهم وأصبحوا لاجئين أكثر من سكان أي بلد اخر، أصبح أكثر من 4,700,000 شخص بمعدل 16٪ من سكان العراق مشردين منهم مليوني فروا من العراق ولجأوا لدول أخرى ويقدر ان هناك 2.7 مليون لاجئ داخل العراق حيث يفر 100.000 عراقي إلى سوريا والأردن كل شهر. وتم تقدير 1٪ فقط من مجموع السكان النازحين العراقيين في الدول الغربية.
ووفقا لما ذكرته الامم المتحدة يعتقد أن ما يقرب من 40٪ من الطبقة الوسطى في العراق قد فروا، يفر معظمهم من الاضطهاد المنظم وليس لديهم الرغبة في العودة، وقد استهدفت الميليشيات والمتمردون والمجرمون جميع أنواع الأشخاص، من أساتذة جامعات إلى خبازين. فقد قُتل حوالي 331 مدرساً في الأشهر الأربعة الأولى من عام 2006، وفقاً لـ هيومن رايتس ووتش، قتل ما لا يقل عن 2000 طبيب عراقي واختُطف 250 من الأطباء منذ غزو الولايات المتحدة عام 2003. يعيش اللاجئون العراقيون في سوريا والأردن في مجتمعات فقيرة وأوضاع سيئة مع تجاهل دولي لمحنتهم وقلة حماية قانونية لهم، ففي سوريا وحدها أُجبرت 50.000 فتاة وامرأة عراقية أغلبهن أرامل على ممارسة الدعارة.
وفقاً لمنظمة اللاجئين الدولية التي تتخذ من واشنطن مقراً لها، فأنه من أصل 4.2 مليون لاجئ، تم السماح لعدد أقل من 800 لاجئ بالدخول إلى الولايات المتحدة منذ غزو عام 2003، وقبلت السويد 18000 وأعادت أستراليا توطين حوالي 6000. وبحلول 2006، منحت السويد الحماية للعراقيين أكثر من جميع الدول الأخرى الأعضاء في الاتحاد الأوروبي مجتمعة. ولم تتعاون الدول الأوروبية على الرغم من دعاوي السويد للقيام بتحسين اوضاع اللاجئين. شهد يوليو 2007 سياسة أكثر تقييدًا تجاه طالبي اللجوء العراقيين، والتي من المتوقع أن تقلل من معدل الاعتراف في عام 2008. 
```
قررت سوريا تطبيق نظام تأشيرات صارم للحد من عدد العراقيين الذين يدخلون البلاد إلى 5000 شخص في اليوم وذلك اعتبارا من أيلول / سبتمبر 2007، مما يقطع طريق الهروب الوحيد المتاح لآلاف اللاجئين الفارين من الحرب الأهلية في العراق. وصدر مرسوم حكومي بدأ سريانه في 10 سبتمبر 2007 يمنع حاملي جوازات السفر العراقية من دخول سوريا باستثناء رجال الأعمال والأكاديميين. حتى ذلك الحين، كانت سوريا الدولة الوحيدة التي قاومت لوائح الدخول الصارمة للعراقيين. في يونيو / حزيران 2014، فر أكثر من 500,000 شخص من الموصل للهروب من دولة العراق الإسلامية وسوريا (داعش).
```

## المندائيين واليزيديين
منذ عام 2007، كانت المجتمعات الصغيرة المندائية واليزيدية معرضة لخطر الإزالة بسبب التطهير العرقي الذي يقوم به المقاتلين الإسلاميين. تم القيام بعمليات تطهير عرقي لأحياء بأكملها في بغداد من قبل الميليشيات الشيعية والسنية. 

## اللاجئون في الأردن
تمتلك الأردن واحدة من أكبر مجموعات المهاجرين في العالم وتذكر المصادر أن نسبة المهاجرين تصل إلى 60٪. يتراوح عدد اللاجئين العراقيين بين 750,000 و1 مليون في الأردن ومعظمهم يعيشون في عمّان، يوجد في الأردن أيضًا أقليات أرمنية وشيشانية وشركسية، ويقال إن نصف سكانها هم من اللاجئين الفلسطينيين وأحفادهم.

## اللاجئون السوريون
فر حوالي 4,088,078 مليون لاجئ سوري إلى الدول المجاورة كالأردن ولبنان وتركيا والعراق هرباً من أعمال العنف.
منذ عام 2003، وصل حوالي 70,000 مهاجر غير قانوني من مختلف الدول الأفريقية إلى الكيان الصهيوني، ومُنح 600 لاجئ من منطقة دارفور في السودان وضعية الإقامة المؤقتة التي تُجدد كل عام، ومُنح2000 لاجئ آخر من النزاع بين إريتريا وإثيوبيا الإقامة المؤقتة لأسباب إنسانية، تفضل دولة الكيان الصهيوني عدم الاعتراف بهم كلاجئين حتى لا تسيء إلى إريتريا وإثيوبيا. أما بالنسبة للسودانيين فهم غير معترف بهم كلاجئين لأنهم يعدون من دولة معادية، ووصف السياسيون الإسرائيليون بمن فيهم رئيس الوزراء الحالي بنيامين نتنياهو، اللاجئين بأنهم يشكلون تهديدًا على «الشخصية اليهودية» الإسرائيلية. ويتعرض اللاجئون الأفارقة أحيانًا للعنصرية ولأعمال الشغب، فضلاً عن الاعتداءات الجسدية التي تحدث في جنوب تل أبيب على وجه الخصوص منذ منتصف عام 2012. وقعت صراعات بين الإسرائيليين والمهاجرين الأفارقة في جنوب تل أبيب، ومعظمها بسبب مشاكل الفقر في كلا الجانبين. يتهم السكان المحليون المهاجرين الأفارقة بالقيام بعمليات الاغتصاب والسرقة والاعتداءات، مما يجعل القضايا العرقية تظهر في الجزء الجنوبي من تل أبيب، والتي أصبحت منطقة مأهولة بالمهاجرين، وذكرت وكالة رويترز في عام 2012 أن الكيان الصهيوني قد يسجن «المهاجرين غير الشرعيين» لمدة تصل إلى ثلاث سنوات بموجب قانون وضع حيز التنفيذ لوقف تدفق الأفارقة عبر الحدود الصحراوية مع مصر، وقال نتنياهو في واقع الأمر أنه «إذا لم نوقف دخولهم، فإن المشكلة التي تصل إلى 60,000 يمكن أن تنمو إلى 600,000، والذي يهدد وجودنا كدولة يهودية ديمقراطية فريدة».